# Johannes Boie
Johannes Boie (* 6. Dezember 1983 in Calw) ist ein deutscher Journalist und Unternehmensgründer. Von 2019 bis 2021 war er Chefredakteur der Welt am Sonntag, von 2021 bis 2023 leitete er als Vorsitzender der Chefredaktion die Zeitung Bild, bis die gesamte Chefredaktion durch den Axel-Springer-Verlag am 16. März 2023 abgesetzt wurde. Von November 2024 bis Juli 2025 schrieb er als freier Autor für die Deutschland-Ausgabe der Neuen Zürcher Zeitung.

## Leben und Wirken
Boie wurde 1983 in Calw geboren und wuchs in einer nahegelegenen Gemeinde im Nordschwarzwald auf. Von 2004 bis 2005 arbeitete er als Werbetexter bei der Werbeagentur BBDO in Berlin. Er studierte von 2005 bis 2008 Geschichte an der FU Berlin. Ab 2005 arbeitete Boie als freier Journalist für die Berliner Zeitung, Der Tagesspiegel, die Jüdische Allgemeine und Spiegel Online. Nach Abschluss seines Studiums war Boie zunächst Volontär, später Reporter und Redakteur bei der Süddeutschen Zeitung. Nach seinem Volontariat absolvierte er eine Arthur F. Burns Fellowship, mit der er 2010 als Gastredakteur bei der Los Angeles Times arbeitete und dort zur digitalen Transformation sowie zum Thema Gangs in Los Angeles recherchierte.
Als Reporter und Autor der Süddeutschen Zeitung schrieb er vorwiegend für das Feuilleton, wo er für die Bereiche Neue Medien und Netzpolitik verantwortlich war. Zeitweise betrieb er den Blog Schaltzentrale über die Schnittstellen zwischen Medien und Politik der Süddeutschen Zeitung. 2010 zählte ihn das Medium Magazin zu den dreißg wichtigsten bis 30-jährigen deutschen Journalisten. Zusammen mit Fabian Heckenberger entwickelte und leitete er ab 2011 die digitale Ausgabe der SZ. Später war er maßgeblich an der Entwicklung eines Bezahlinhalte-Modells für die SZ beteiligt. Von 2015 bis 2016 absolvierte er einen MBA-Studiengang an der Technischen Universität München.
Im Jahr 2016 veröffentlichte Johannes Boie im Magazin der Süddeutschen Zeitung unter dem Titel Arzt ohne Grenzen eine 16-seitige Recherche über eine wissenschaftliche Studie des Mediziners Christoph Klein: Von neun Kindern, die an der Studie teilgenommen hatten, waren acht an Leukämie erkrankt und drei gestorben. Der vielbeachtete Artikel führte zu einem Rechtsstreit zwischen Klein und dem SZ-Magazin. Fünf Aussagen aus dem Text dürfen nach einem Urteil des Landgerichts Hamburg nicht mehr verbreitet werden – an der grundsätzlichen Darstellung halten Boie und das SZ-Magazin allerdings fest. Eine von der Ludwigs-Maximilians-Universität München eingerichtete Kommission entlastete im Juli 2017 den Arzt: Die Leukämien seien zwar eine Folge der experimentellen Behandlung gewesen, die Untersuchung habe allerdings „keinen Anhalt für ein wissenschaftliches, ärztliches, rechtliches oder ethisches Fehlverhalten“ Kleins ergeben.
Ab Februar 2017 übernahm er für zwei Jahre die Funktion als Chief of Staff des Vorstandsvorsitzenden von Axel Springer, Mathias Döpfner. Im Januar 2019 gründete Boie ein Start-up, das Konferenzen von Führungskräften einfacher organisierbar machen soll.
Ab 2019 war Boie Chefredakteur der Welt am Sonntag und damit auch stellvertretender Chefredakteur der Welt-Gruppe. Er baute dort das redaktionelle Angebot an Newslettern aus und gründete die Konferenz Better Future, die sich mit Themen wie Klimawandel, Frauenförderung und Nachhaltigkeit befasste. Als Chefredakteur restrukturierte Boie die Redaktion der Welt am Sonntag und führte den Samstag als zusätzlichen, vorgezogenen Verkaufstag ein – gleichzeitig wurde die Samstagsausgabe der Zeitung Die Welt eingestellt. Als Kolumnisten holte Boie unter anderem Jan Fleischhauer, Friedrich Merz, der damals kein politisches Amt innehatte, und den Hongkonger Dissidenten Joshua Wong zur Welt am Sonntag.
Im Januar 2021 machte Boie Äußerungen des thüringischen Ministerpräsidenten Bodo Ramelow bei einem Auftritt auf der Audioplattform Clubhouse öffentlich. Ramelow hatte Bundeskanzlerin Angela Merkel despektierlich als „Merkelchen“ bezeichnet und angegeben, während einer Ministerpräsidentenkonferenz zur Corona-Ausgangssperre das Spiel Candy Crush auf seinem Handy gespielt zu haben. In zahlreichen Medien wurde der Vorgang als „Candy-Crush-Affäre“ bezeichnet.
Nach Julian Reichelts Entlassung als Vorsitzender der Bild-Chefredaktion wurde Boie am 18. Oktober 2021 dessen Nachfolger.
Im Dezember 2022 gab der Verlag Axel Springer bekannt, dass künftig Robert Schneider als gleichberechtigter Chefredakteur mit Boie die Bildzeitung leiten werde. Im März 2023 wurden schließlich die drei bisherigen Chefredakteure Boie, Claus Strunz und Alexandra Würzbach überraschend abberufen. Über die Gründe für den Austausch der Chefredaktion ist wenig bekannt. Berichtet wurde von Verwerfungen zwischen Boie, Strunz und Würzbach, die selbst erst wenige Minuten vor der Bekanntgabe davon erfahren hätten. In der Berichterstattung wurde spekuliert, Boie sei an alten, mächtigen Netzwerken gescheitert und habe „mit dem Boulevard gefremdelt“. Die FAZ resümierte, dass der Springer Verlag binnen weniger Jahre „auf der Suche nach der eierlegenden Wollmilchsau des Boulevardjournalismus drei ganz unterschiedliche ‚Bild‘-Chefredakteure verschlissen“ habe.
Im August 2023 wurde bekannt, dass Boies bereits im Jahr 2019 gegründetes Start-up in einer ersten Finanzierungsrunde Risikokapital in Höhe von einer Million Euro von privaten Investoren gewonnen hat. Die Firma entwickelte ein Tool, um Meetings auf Vorstands- und Aufsichtsratsebene von Konzernen effizienter zu organisieren. Zu den Kunden gehören nach eigenen Angaben Unternehmen wie Würth, E.ON, Henkel oder Bosch.
Von November 2024 bis Juli 2025 schrieb Boie als freier Autor für die Deutschland-Ausgabe der Neuen Zürcher Zeitung.
Seit 1. August ist Boie als Chief Marketing Officer für das Marketing und die Unternehmenskommunikation beim Rüstungsunternehmen Helsing verantwortlich.

## Rezeption und Kritik
Als Bild-Chef wurde Johannes Boie nach Ansicht von Beobachtern bewusst als Gegenpart zum scharf in der Kritik stehenden Julian Reichelt installiert („Der Anti-Reichelt“), mit der Aufgabe, in der Redaktion für Ruhe und für einen Kulturwandel zu sorgen. In Interviews zum Amtsantritt sagte er, werde „keinen Machtmissbrauch“ dulden, „eine Kultur des Respekts“ stärken und besseren Journalismus fördern.
Dies ist ihm nach Ansicht von Kommentatoren zumindest vorübergehend gelungen. Positiv bemerkt wurde seine Personalpolitik: Kurz nach Amtsantritt holte er zwei Frauen in die Chefredaktion.  Der Spiegel attestierte, unter Boie würden „wieder mehr Recherchen statt Predigten des Chefredakteurs“ gedruckt, in der Frankfurter Allgemeinen Zeitung hieß es, die Bildzeitung sei unter ihm „nicht mehr ganz so krachledern aufgetreten“, außerdem habe Boie eine Abteilung für investigative Recherche aufgebaut. Auch das konservative Magazin Cicero zitierte Mitarbeiter der Bild, die von einer deutlich verbesserten Atmosphäre unter Boie berichteten.
Im November 2022 verfasste die Nachrichtenagentur AP eine Meldung, dass in Polen ein russischer Marschflugkörper eingeschlagen sei. Dabei berief AP sich auf einen ungenannten, inoffiziellen, hohen US-Geheimdienstvertreter. Die Meldung stellte sich am selben Abend als Falschmeldung heraus. In Wahrheit hatte es sich um eine fehlgeleitete ukrainische Flugabwehrrakete gehandelt. Der AP-Reporter, der sie verfasst hatte, wurde später entlassen. Auch die Bild-Zeitung brachte die Falschmeldung online – und noch am nächsten Tag in einem Teil der Auflage auf der Titelseite. Darin stellte Boie in einem Kommentar den nicht zutreffenden russischen Beschuss als Tatsachenbehauptung auf: „Die russische Armee hat Polen bombardiert“. Auch forderte er auf Bild TV eine Reaktion der NATO. Boie wurde scharf in Branchenmedien kritisiert, Medieninsider schrieb: „Boie verstieß gegen sein selbst aufgestelltes Gebot, Recherche vor These zu stellen – und verzichtet bis jetzt auf Konsequenzen“. Eine Führungskraft der Bild-Redaktion kritisierte gegenüber dem Branchenmagazin, Boies Kommentar verbreite Fake News.